# أندي مارتن (عازف جاز)
أندي مارتن (بالإنجليزية: Andy Martin)‏ هو عازف جاز أمريكي، ولد في 10 أغسطس 1960 في بروفو في الولايات المتحدة.

## وصلات خارجية
- أندي مارتن على موقع ميوزك برينز (الإنجليزية)
- أندي مارتن على موقع أول ميوزيك (الإنجليزية)
- أندي مارتن على موقع ديسكوغز (الإنجليزية)